# District de Taboga
Le district de Taboga est l'une des divisions qui composent la province de Panama, au Panama.
En 2010, le district comptait 1 119 habitants.

## Division politico-administrative
Ce district est composé de trois corregimientos :
- Taboga
- Otoque Occidente (es)
- Otoque Oriente (es).